# In Distortion We Trust
Albums de Crucified Barbara
'Til Death Do Us Party
(2009)
In Distortion We Trust est le premier album du groupe Crucified Barbara.

## Liste des chansons
| No  | Titre                                | Durée |
| --- | ------------------------------------ | ----- |
| 1.  | Play Me Hard (The Bachelor’s Guitar) | 3:35  |
| 2.  | In Distortion We Trust               | 3:45  |
| 3.  | Losing The Game                      | 3:52  |
| 4.  | Motorfucker                          | 3:40  |
| 5.  | I Need A Cowboy From Hell            | 3:29  |
| 6.  | My Heart Is Black                    | 3:33  |
| 7.  | Hide ‘Em All                         | 3:35  |
| 8.  | Going Down                           | 2:52  |
| 9.  | I Wet Myself                         | 3:06  |
| 10. | Rock’n’Roll Bachelor                 | 3:08  |
| 11. | Bad Hangover                         | 3:46  |